# Rufino Tamayo
Rufino Tamayo (1899-1991) fou un pintor i grafista mexicà i un dels primers artistes llatinoamericans que, juntament, amb els representants del conegut "grup dels tres" (Rivera, Siqueiros i Orozco), va aconseguir un relleu i una difusió autènticament internacionals.

## Estil
Home de poques paraules en la seua vida quotidiana (considerava que el pintor ha de manifestar-se amb els seus pinzells i que l'única raó d'una obra és la pròpia obra), en la producció de Tamayo sorprèn l'exquisida disposició dels signes que al costat de les superfícies que comparteixen es disputen de vegades la tela. Hi ha en el volum de la seua matèria (lentament forjada en capes superposades de color, de mica en mica elaborades) un colorit peculiar i sumptuós, el qual és fruit d'estudiades i brillants juxtaposicions. El poderós fluir dels seus orígens ètnics, la força mestissa que encoratja l'art mexicà, amara la seua paleta amb totes les qualitats i intensitat dels blaus nocturns, la pal·lidesa dels malves, l'impacte violent dels porpra, un espectre de taronges, rosats, verds, colors de les més primigènies civilitzacions que es concreten en símbols irònics o indesxifrables, fascinants per al profà, com els antics i inaccessibles jeroglífics dels temples, com un ritual insòlit i colpidor. El treball de Rufino Tamayo es caracteritza per la seua voluntat d'integrar plàsticament, en les seues obres, l'herència precolombina autòctona, l'experimentació i les innovadores tendències plàstiques que revolucionaven els ambients artístics europeus al començament de segle. Aquesta activitat sincrètica, aquesta atenció als moviments i teories artístiques de l'altre costat de l'Atlàntic el distingeixen, precisament, del nucli fonamental dels "muralistes", la preocupació central dels quals era mantindre una absoluta independència estètica pel que fa als paràmetres europeus i beure només en les fonts d'una pretesa herència pictòrica precolombina i indigenista. I és que, des del punt de vista teòric, Tamayo no va subscriure el radical compromís polític que recolzava les produccions dels muralistes esmentats i va prestar més atenció a les qualitats pictòriques. És a dir, encara que per la monumentalitat del seu treball i les dimensions i funció de les seues obres podria incorporar-se al moviment muralista mexicà, en divergeix, però, per la seua independència dels plantejaments ideològics i revolucionaris, i per una voluntat estètica que desenvolupa el tema indígena amb un estil més formal i abstracte.

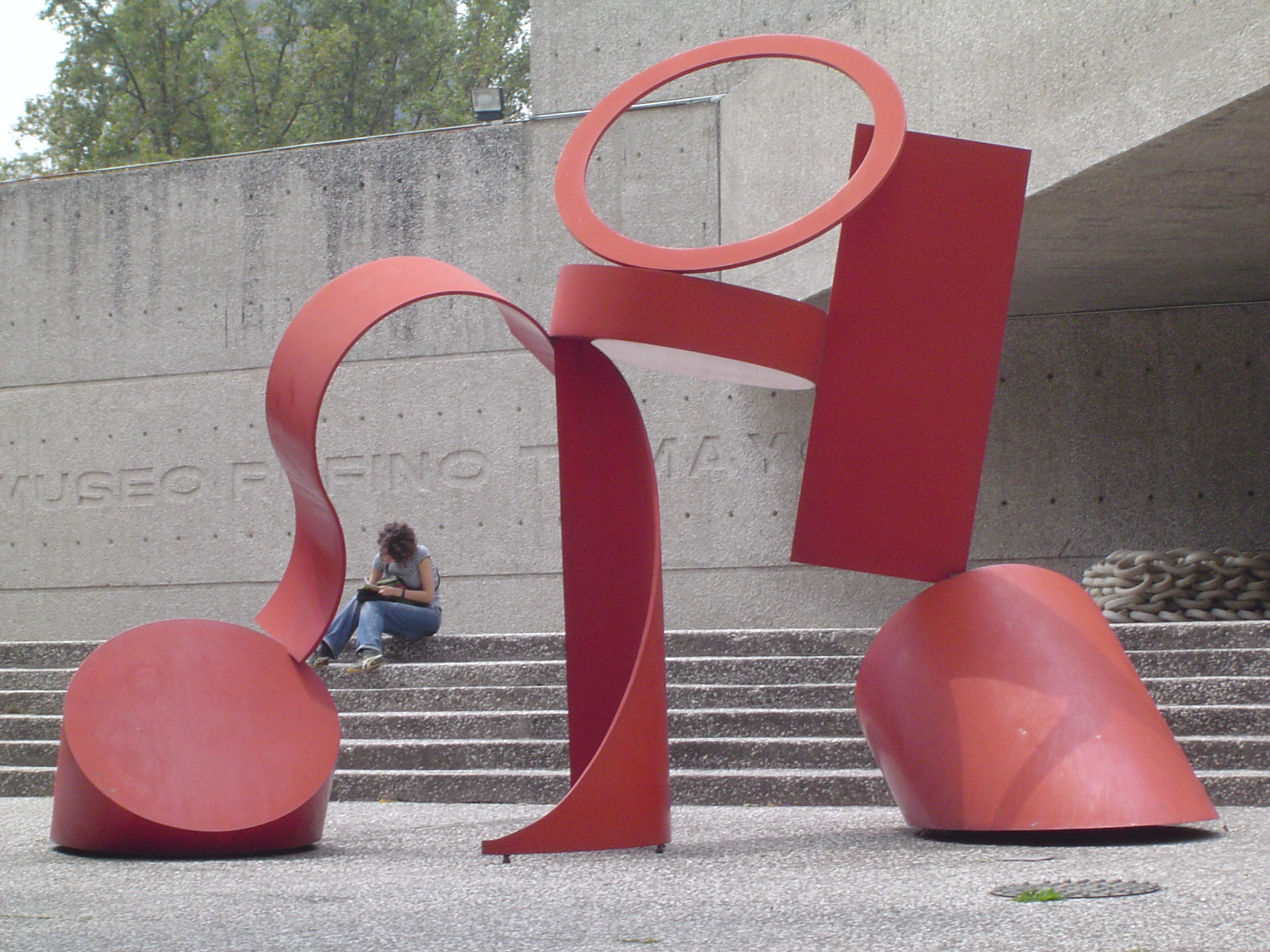
Entrada al Museu Tamayo d'Art Contemporani (Chapultepec, Ciutat de Mèxic)

En els seus inicis pintà obres de petites dimensions i després va evolucionar cap a un cromatisme més brillant i amb una temàtica social. Tot amb tot, la part més significativa de la seua obra correspon a la seua pintura de cavallet, la qual no va abandonar fins poc abans de la seua mort. La seua obra com a muralista (ciclòpia i feta en el més pur "mexicanisme") culmina en el mural El dia i la nit: realitzat el 1954 per al Museu Nacional d'Antropologia i Història de Mèxic, simbolitza la lluita entre el dia (serp emplomallada) i la nit (jaguar).
Octavio Paz, el poeta mexicà guanyador del Premi Nobel de Literatura el 1990, parlant de Tamayo, en va escriure: 
| « | "Si pogués expressar amb una sola paraula què és el que distingeix Tamayo d'altres pintors del nostre temps, diria, sense un moment de vacil·lació: el Sol. Perquè el Sol està a totes les seues imatges, el puguem veure o no; la nit mateixa per a Tamayo no és més que el Sol carbonitzat.". | » |

## Llegat
Tamayo fou un artista sempre a la recerca de noves tècniques i així, juntament, amb Lea Remba va crear un nou tipus de tècnica gràfica anomenada mixografia, la qual és una impressió sobre paper a la qual se li afegeix profunditat i textura. Una de les seues mixografies més famoses és Dos personatges atacats per gossos (1983). A més, el seu interès per l'art precolombí es va fer palès quan va inaugurar el 1974, a la ciutat d'Oaxaca de Juárez, el Museu d'Art Prehispànic Rufino Tamayo, amb 1.300 peces arqueològiques col·leccionades, catalogades i donades per l'artista.

## Obres destacades
- Rellotge i telèfon (1925)
- Els fumadors (1931)
- La revolució (1938, Museu Nacional d'Antropologia de Mèxic)
- Dones de Tehuantepec (1939, Albright-Knox Art Gallery, Buffalo, Estat de Nova York)
- Dona d'esquena (1940)
- Animals (1941)
- La naturalesa i l'artista (1943, Smith College Museum of Art, Northampton, Massachusetts)
- Cossos celestes (1946)
- Homenatge a la raça (1952, mural, París)
- Mèxic avui (1953, mural, Palau de Belles Arts (Mèxic), Ciutat de Mèxic)
- El dia i la nit (1954)
- Amèrica (1956, mural, Houston, Texas)
- El brindis (1957)
- Prometeu (1958, mural, UNESCO, París)
- Home orgànic (1964)
- Retrat d'Olga (1964)
- Síndries (1968)
- Dones (1971)
- Hippy en blanc (1972, Museu d'Art Modern de Mèxic)
- Home vermell (1973)
- Costa (1973)
- Síndries (1975)
- Gerra en forma de nen (1976)
- Guerrer assegut de Colima (1976)
- Guerrer de Nayarit (1976)
- Figura somrient de Veracruz (1976)
- Figura, cultura olmeca (1976)
- Home en vermell (1976)
- Home davant del cel (1976)
- Figura de Nayarit (1976)
- Figura olmeca (1976)
- Silbato cabeza de coyote (1976)
- Figura femenina (1976)
- Dona en blanc (1976)
- Mujer hincada, Jalisco (1976)
- Xipe femenino, Colima (1976)
- Quetzalcóatl (1978)
- La gran galàxia (1978)
- Perfil (1979)
- Dues figures (1979)
- Dansaire (1979)
- Home a la porta (1980)
- Retrat conjugal (1981)
- Dues dones (1981, Museu Rufino Tamayo)
- Un sol home amb coratge val per tothom (1982)
- Dos personatges atacats per gossos (1983)
- Màscara (1984)
- Cap sobre fons rosa (1984)
- Home en rosa (1984)
- Home amb els braços sobre el cap (1984)
- Personatges amb ocells (1988)
- Creu de ferro (1988)
- Figura en vermell (1989)
- Dona enutjada (1989)
- Home en ocre (1989)
- La coqueta (1989)
- La parella (1989)
- Lluna plena (1989)
- Dona somrient (1989)
- L'ermità (1989)
- Lluna i Sol (1990)
- Home d'Oaxaca (1990)
- Adam (1990)
- Eva (1990)[10][11][7][12]

## Exposicions
- 4 de març - 25 de juliol del 2004: MoMA at El Museo: Latin American and Caribbean Art from the Collection of The Museum of Modern Art (MOMA)
- 1 de gener - 31 de desembre del 2009: Painting and Sculpture Changes 2009 (MOMA)
- 6 de juny - 7 de setembre del 1993: Latin American Artists of the Twentieth Century (Museu d'Art Modern de Nova York)
- 1 de juliol del 1993: Selections from the Permanent Collection of Painting and Sculpture (MOMA)
- 24 de febrer - 30 d'abril del 1991: Art of the Forties (MOMA)
- 17 de maig del 1984 - 4 d'agost del 1992: Selections from the Permanent Collection: Painting and Sculpture (MOMA)
- 29 de juny - 3 d'octubre del 1988: Rufino Tamayo. Pinturas (Museu Reina Sofia, Madrid)
- 16 de març - 2 de juliol del 1978: Mexican Art (MOMA)
- 17 de març - 4 de juny del 1967: Latin-American Art, 1931-1966, from the Museum Collection (MOMA)
- 27 de maig del 1964: Art in a Changing World: 1884–1964: Painting and Sculpture from the Museum Collection (MOMA)
- 3 de desembre - 8 de gener del 1961: Birds and Beasts from the Museum of Modern Art (MOMA)
- 24 de març - 17 d'abril del 1960: Selections from the Art Lending Service (MOMA)
- 20 d'abril del 1960: Fifty Modern Paintings and Sculpture Especially Donated for the Benefit of the 30th Anniversary Fund of The Museum of Modern Art (MOMA)
- 8 d'octubre del 1958: Second Floor Permanent Collection (MOMA)
- 30 de novembre del 1955 - 22 de febrer del 1956: Recent Acquisitions (MOMA)
- 31 de maig - 7 de setembre del 1955: Paintings from Private Collections (MOMA)
- 19 d'octubre del 1954 - 6 de febrer del 1955: XXVth Anniversary Exhibition: Paintings from the Museum Collection (MOMA)
- 8 de setembre - 28 de novembre del 1954: American Prints of the 20th Century (MOMA)
- 2 de juliol del 1946 - 12 de setembre del 1954: Paintings, Sculpture, and Graphic Arts from the Museum Collection (MOMA)
- 23 de juny - 4 d'octubre del 1953: Summer Exhibition: New Acquisitions; Recent American Prints, 1947–1953; Katherine S. Dreier Bequest; Kuniyoshi and Spencer; Expressionism in Germany; Varieties of Realism (MOMA)
- 29 d'agost - 15 d'octubre del 1950: Painting and Sculpture from the Museum Collection (MOMA)
- 20 de juliol - 12 de setembre del 1948: New York Private Collections (MOMA)
- 2 de juliol - 22 de setembre del 1946: Paintings from New York Private Collections (MOMA)
- 19 de febrer - 5 de maig del 1946: The Museum Collection of Painting (MOMA)
- 20 de juny del 1945 -13 de febrer del 1946: The Museum Collection of Painting and Sculpture (MOMA)
- 24 de maig - 15 d'octubre del 1944: Painting, Sculpture, Prints (MOMA)
- 16 de febrer - 10 de maig del 1944: Modern Drawings (MOMA)
- 28 de juliol - 26 de setembre del 1943: Recent Acquisitions: European and American Paintings and Rugs (MOMA)
- 31 de març - 6 de juny del 1943: The Latin-American Collection of the Museum of Modern Art (Museu d'Art Modern de Nova York)
- 9 de desembre del 1942 - 24 de gener del 1943: Twentieth Century Portraits (MOMA)
- 6 de maig - 30 d'abril del 1941: Painting and Sculpture from the Museum Collection (MOMA)
- 15 de maig - 30 de setembre del 1940: Twenty Centuries of Mexican Art (MOMA)
- 3 d'abril - 28 d'abril del 1940: Four American Traveling Exhibitions (MOMA)
- 14 de setembre - 12 d'octubre del 1936: New Horizons in American Art (MOMA)[13][14]

## Reconeixements
- Premi Nacional de Ciències i Arts de Mèxic (1964)
- Legió d'Honor de França (1970)
- Comendador de l'Orde al Mèrit de la República Italiana (1971)
- Doctor Honoris Causa per la Universitat de Manila (1974), la Universitat Nacional Autònoma de Mèxic (1979) i la Universitat de San Francisco (1982).[5]